# Cratone Gawler
Il cratone Gawler si estende su un'area di circa 440.000 km2 nella parte centrale dell'Australia Meridionale.
Il basamento cristallino precambriano della sua crosta si cratonizzò tra 1550 e 1450 milioni di anni fa. Prima di allora il cratone comprendeva una serie di cinture orogenetiche proterozoiche che risalivano ad almeno 2450 milioni di anni fa.

## Suddivisione
Sulla base della sua struttura e delle evidenze stratigrafiche, il cratone può essere suddiviso in una serie di sub-domini tettonici. 
La penisola di Eyre è suddivisa tra l'archeano-paleoproterozoico sub-dominio Coulta e il sub-dominio Cleve, una cintura orogenetica mobile paleoproterozoica, che rappresenta probabilmente un bacino deposizionale per il Gruppo di Hutchison (1900-1845 milioni di anni fa) prima della sua deformazione nel corso dell'orogenesi Kimban (1845-1710 milioni di anni fa). Nella parte nordorientale della penisola, il sub-dominio Cleve è delimitato dal più recente sub-dominio Moonta, che è caratterizzato da rocce vulcaniche acide e da sedimenti meno intensamente metamorfizzati, che vanno dal porfido di Myola e Moonta alla formazione di Moonabie e alla meta-siltite di Wandearah.
La successiva deformazione del cratone è stata perlopiù epirogenica, dando luogo alla formazione di basse depressioni intracontinentali rappresentate da bacini cenozoici, dal margine continentale meridionale e dal golfo di Spencer.